# Highbrook
Highbrook  est une banlieue de la cité d‘Auckland, située dans l‘île du Nord de la Nouvelle-Zélande.

## Situation
La banlieue est localisée sur le côté est de la cité d ‘Auckland et est une importante zone industrielle développée seulement au cours des années récentes. 

## Municipalités limitrophes
.

## Gouvernance
Le secteur est sous la gouvernance du conseil d’Auckland, et est le siège d‘un grand nombre de  sociétés nationales ou internationales de Nouvelle-Zélande ainsi que diverses organisations.

## Histoire
À partir de 1960, Highbrook fut un domaine, qui appartenait à Sir Woolf Fisher (en), le fondateur de la société  Fisher & Paykel. 
La zone était connue sous le nom de «Ra Ora Stud» et était utilisée pour l’élevage et l’entraînement de chevaux de course .
La famille Fisher opta pour l’utilisation des terres pour un développement commercial et fit des plans dès 1998. 
En 2001, les zones d’affaires furent disponibles et la propriété commerciale fut développée sous le nom de la compagnie «Highbrook Development Ltd».
En 2007, l‘échangeur de la nouvelle autoroute de ‘Highbrook’ fut terminé, facilitant l’accès de ce secteur.